# 北海道立旭川子ども総合療育センター
北海道立旭川子ども総合療育センター（ほっかいどうりつこどもそうごうりょういくセンター）は、北海道旭川市に所在する医療型障害児入所施設（児童福祉施設）である。

## 概要
児童福祉法に基づく医療型障害児入所施設として、入院・ショートステイや通院療育（外来）のほか、市町村や関係団体主催の療育相談へ職員を派遣するなど、道北・道東における肢体不自由児療育の拠点になっている。北海道旭川養護学校に併設している。

## 沿革
- 1962年（昭和37年）: 児童福祉法に基づく肢体不自由児施設「北海道立旭川整肢学院」として創立[1]。
- 1963年（昭和38年）: 児童の入院受け入れ開始[1]。
- 1970年（昭和45年）: 母子入院（現在の親子入院）部門開設[1]。
- 1980年（昭和55年）: 庁舎全面改築工事完了[1]。
- 1982年（昭和57年）: 「北海道立旭川肢体不自由児総合療育センター」と改称[1]。外来診療部門開設[1]。
- 1998年（平成10年）: 特別通院・通学開始[1]。
- 2003年（平成15年）: 児童福祉法による指定居宅支援事業者（児童短期入所事業）指定[1]。
- 2012年（平成24年）: 児童福祉法改正により医療型障害児入所施設となる[1]。
- 2021年（令和3年） : 施設の老朽化のため建て替え。「北海道立旭川子ども総合療育センター」に改称[2][3]。

## 療育
入院
- 本入院
  - 家庭を離れ、センターを生活の場としながら療育（機能訓練・生活指導）と教育を受ける[4]。
- 親子入院
  - 就学前の乳幼児を対象に、3〜4週間の日程で運動発達の遅れを持つ子どもを対象に行う「一般母子入院」と、1週間の日程でダウン症候群と発達障害を持つ子どもを対象に行う「短期母子入院」を行っている[4]。
- 医療入院

外来
- 小児科
- 整形外科
- 歯科
- 摂食外来
- 装具外来
- 椅子外来

特別通院・通学制度
- 家庭で生活しながらセンターで療育を受け、併設している旭川養護学校で教育を受けることができる[4]。小・中・高の肢体不自由児で、保護者の送迎によって通学できることが条件になっている。

短期入所事業（ショートステイ）
- 在宅の障害児の保護者が、入院・出産・旅行などの際に短期間（原則2日以上7日以内）児童を預かるサービス[4]。

地域支援
- 道立施設等専門支援事業・発達支援関係職員専門研修事業
- 各種巡回相談
- 療育キャンプ

## アクセス
北海道道72号旭川幌加内線沿いに位置している。
- 道北バス「旭川療育センター前」「旭川養護学校前」バス停下車
- 北海道旅客鉄道（JR北海道）旭川駅から車で約20分

## 参考資料
- “北海道立旭川肢体不自由児総合療育センター” (PDF).  北海道. 2017年1月24日閲覧。